# Crioulos da Serra Leoa
Os crioulos da Serra Leoa ou povo Krio constituem um grupo étnico formado por descendentes   de escravos libertos provenientes das Índias Ocidentais, da América do Norte e da Grã-Bretanha, estabelecidos na Área do Oeste da Serra Leoa entre 1787 e cerca de 1885.
Nesse período, uma colônia, denominada  Freetown, foi criada pelo  Reino da Grã-Bretanha, com apoio de abolicionistas e sob a administração da Sierra Leone Company, com a finalidade de promover o reassentamento dos libertos.
Os Krio representam cerca de 2%  da população da Serra Leoa, totalizando menos de  120 000 pessoas, segundo estimativas para 2015.
Vivem principalmente no oeste da Serra Leoa, sobretudo na capital do país, Freetown. A sua língua, o krio, funciona como lingua franca, sendo falada por cerca de 95% da população do país, apesar de o povo Krio ser minoritário.